# Gorgonião (satélite)
Gorgonião, oficialmente (93) Minerva II Gorgonião, é o satélite natural interior e menor do asteroide 93 Minerva que está localizado no cinturão principal de asteroides.

## Descoberta e nome
Gorgonião foi descoberto no dia 16 de agosto de 2009 através do Observatório W. M. Keck, por F. Marchis, B. Macomber, J. Berthier, F. Vachier e J. P. Emery. O mesmo recebeu a designação provisória de S/2009 (93) 2. Sua designação permanente II Gorgonião, foi atribuída em 23 de setembro de 2014; recebendo o nome de "Gorgonião". Na mitologia grega, Gorgonião é a cabeça da Górgona Medusa, cortada por Perseu, a quem Atena emprestou o escudo, que como amuleto protetor podia transformar os outros em pedra.

## Características físicas
Este corpo celeste tem um diâmetro com cerca de 3 km e orbita Minerva a 380 quilômetros de distância.